# 威恩鎮區 (阿肯色州克羅斯縣)
威恩鎮區（英語：Wynne Township）是位於美國阿肯色州克羅斯縣的一個行政鎮區。

## 地方資料
威恩鎮區的面積為86.44平方千米，當中陸地面積為85.60平方千米，而水域面積為0.84平方千米。根據2010年美國人口普查的數據，當地共有人口9768人，而人口密度為每平方千米113人。